# Championnat du Pérou de football 1962
Navigation
Saison précédente Saison suivante
La saison 1962 du Championnat du Pérou de football est la trente-quatrième édition du championnat de première division au Pérou. Les dix clubs participants sont regroupés au sein d'une poule unique où ils s'affrontent deux fois au cours de la saison, à domicile et à l'extérieur. À la fin de la saison, le dernier est relégué et remplacé par le champion de Segunda División, la deuxième division péruvienne.
C'est le club de l'Alianza Lima qui remporte la compétition après avoir terminé en tête du classement final du championnat, devant le tenant du titre, le Sporting Cristal, qui l'avait battu en match décisif la saison passée. Universitario de Deportes complète le podium, à cinq points de l'Alianza. C'est le 12e titre de champion du Pérou de l'histoire du club. 

## Les clubs participants
| - Alianza Lima - Sport Boys - KDT Nacional - Promu de Segunda Division - Universitario de Deportes - Ciclista Lima | - Atlético Chalaco - Club Centro Deportivo Municipal - Sporting Cristal - Centro Iqueño - Defensor Lima |

## Compétition
Le barème utilisé pour établir le classement est le suivant :
- Victoire : 2 points
- Match nul : 1 point
- Défaite, forfait ou abandon : 0 point

### Classement
| Rang | Équipe                          | Pts | J  | G  | N | P  | Bp | Bc | Diff |
| ---- | ------------------------------- | --- | -- | -- | - | -- | -- | -- | ---- |
| 1    | Alianza Lima                    | 27  | 18 | 12 | 3 | 3  | 47 | 18 | +29  |
| 2    | Sporting Cristal (T)            | 25  | 18 | 12 | 1 | 5  | 42 | 21 | +21  |
| 3    | Universitario de Deportes       | 22  | 18 | 8  | 6 | 4  | 40 | 30 | +10  |
| 4    | Centro Iqueño                   | 21  | 18 | 8  | 5 | 5  | 39 | 33 | +6   |
| 5    | Club Centro Deportivo Municipal | 20  | 18 | 7  | 6 | 5  | 22 | 20 | +2   |
| 6    | Ciclista Lima                   | 16  | 18 | 6  | 4 | 8  | 35 | 37 | -2   |
| 7    | Defensor Lima                   | 15  | 18 | 6  | 3 | 9  | 21 | 35 | -14  |
| 8    | KDT Nacional (P)                | 14  | 18 | 4  | 6 | 8  | 18 | 29 | -11  |
| 9    | Sport Boys                      | 11  | 18 | 3  | 5 | 10 | 14 | 27 | -13  |
| 10   | Atlético Chalaco                | 9   | 18 | 3  | 3 | 12 | 22 | 50 | -28  |

|  | Qualification pour la Copa Libertadores 1963          |
|  | Relégation directe en Segunda División                |
|  | (T) : Tenant du titre (P) : Promu de Segunda Division |

## Bilan de la saison
| Championnat du Pérou de football 1962 |                          |
| Champion                              | Alianza Lima (11e titre) |
| Qualifications continentales          |                          |
| Copa Libertadores 1963                | Alianza Lima             |
| Promotions et relégations             |                          |
| Promus en Primera División            | Mariscal Sucre           |
| Relégués en Segunda División          | Atlético Chalaco         |